# Antonio Bernal de O'Reilly
Antonio Bernal de O'Reilly (1820-1897) fue un diplomático y escritor español.

## Biografía
Nacido en 1820, desempeñó funciones consulares ya desde febrero de 1844, en concreto en varias ciudades portuarias francesas: Burdeos, Nantes y El Havre. Más adelante estuvo en Siria y Palestina durante tres años consecutivos. Allí tuvo ocasión de estudiar la Tierra Santa, cuya descripción habría de ser terna de varias de sus producciones literarias.
Fue autor de títulos como Bizarría guipuzcoana y sitio de Fuenterrabía (1872), Elementos para el ejercicio de la carrera consular (1883), Leyenda del cristianismo (1886), En el Líbano (Biblioteca Enciclopédica Popular Ilustrada, 1888) y Tierra Santa, su última obra.
Obtuvo distinciones como la gran cruz de Isabel la Católica y la blanca del Mérito militar; la de comendador de número de Carlos III, la de tercera clase del Mérito naval, placa de primera clase de Beneficencia, medalla de Alfonso XII, con pasadores de Vera y Peña Plata, las de comendador de la Legión de Honor de Francia, de primera clase de Francisco I, de las Dos Sicilias, de las órdenes pontificias de San Gregorio el Magno y San Silvestre, y la de comendador del Santo Sepulcro de Jerusalén.
En marzo de 1881 se retiró a San Sebastián, donde falleció el 19 de febrero de 1897.